# Yellow Cup 1977
Der Yellow Cup 1977 (offiziell als «Yellow-Cup 76» bezeichnet) war die fünfte Austragung des Handballturniers für Vereinsmannschaften. Gespielt wurde am 1. und 2. Januar 1977 in der Eulachhalle von Winterthur (Kanton Zürich) und dem Sportzentrum Herisau (Kanton Appenzell Ausserrhoden). Auf Einladung des Vereins Yellow Winterthur aus der Nationalliga A beteiligten sich sieben weitere Erstligisten: der TSV Rintheim aus Deutschland, US Altkirch aus Frankreich, RK Medveščak Zagreb aus Jugoslawien, der Grazer SV aus Österreich sowie die Schweizer Clubs TSV St. Otmar St. Gallen, SV Fides St. Gallen und Pfadi Winterthur. Bundesligist Rintheim (Karlsruhe) setzte sich gegen Medveščak Zagreb im Finale der Turnierfavoriten mit 16:13 nach Verlängerung durch. Torschützenkönig wurde Zdravko Miljak (Zagreb) mit 41 Treffern.

## Vorrunde
Jeweils etwa 600 Zuschauer besuchten am Samstag (1. Januar) die Vorrundenspiele in Herisau und Winterthur.
Gruppe Herisau
| Pl. | Verein                   | Sp. | S | U | N | Tore  | Diff. | Punkte |
| --- | ------------------------ | --- | - | - | - | ----- | ----- | ------ |
| 1.  | RK Medveščak Zagreb      | 3   | 3 | 0 | 0 | 00:00 | ±0    | 06:00  |
| 2.  | TSV St. Otmar St. Gallen | 3   | 2 | 0 | 1 | 00:00 | ±0    | 04:20  |
| 3.  | SV Fides St. Gallen      | 3   | 1 | 0 | 2 | 00:00 | ±0    | 02:40  |
| 4.  | Grazer SV                | 3   | 0 | 0 | 3 | 00:00 | ±0    | 00:60  |

Gruppe Winterthur
| Pl. | Verein            | Sp. | S | U | N | Tore  | Diff. | Punkte |
| --- | ----------------- | --- | - | - | - | ----- | ----- | ------ |
| 1.  | TSV Rintheim      | 3   | 3 | 0 | 0 | 00:00 | ±0    | 06:00  |
| 2.  | Pfadi Winterthur  | 3   | 2 | 0 | 1 | 00:00 | ±0    | 04:20  |
| 3.  | Yellow Winterthur | 3   | 1 | 0 | 2 | 00:00 | ±0    | 02:40  |
| 4.  | US Altkirch       | 3   | 0 | 0 | 3 | 00:00 | ±0    | 00:60  |

## Finalrunde
Halbfinale
| 2. Januar 1977 | (W1) TSV Rintheim | 13:10 | TSV St. Otmar St. Gallen (H2) | Eulachhalle, Winterthur Zuschauer: 1.200 |
| 2. Januar 1977 | (5:6)             |       |                               | Eulachhalle, Winterthur Zuschauer: 1.200 |
| 2. Januar 1977 |                   |       |                               | Eulachhalle, Winterthur Zuschauer: 1.200 |

| 2. Januar 1977 | (H1) RK Medveščak Zagreb | 15:12 | Pfadi Winterthur (W2) | Eulachhalle, Winterthur Zuschauer: 1.200 |
| 2. Januar 1977 | (8:5)                    |       |                       | Eulachhalle, Winterthur Zuschauer: 1.200 |
| 2. Januar 1977 |                          |       |                       | Eulachhalle, Winterthur Zuschauer: 1.200 |

Spiel um Platz 7
| 2. Januar 1977 | US Altkirch | 21:23 | Grazer SV | Eulachhalle, Winterthur Zuschauer: 1.200 |
| 2. Januar 1977 | (10:12)     |       |           | Eulachhalle, Winterthur Zuschauer: 1.200 |
| 2. Januar 1977 |             |       |           | Eulachhalle, Winterthur Zuschauer: 1.200 |

Spiel um Platz 5
| 2. Januar 1977 | SV Fides St. Gallen | 24:19 | Yellow Winterthur | Eulachhalle, Winterthur Zuschauer: 1.200 |
| 2. Januar 1977 | (9:7)               |       |                   | Eulachhalle, Winterthur Zuschauer: 1.200 |
| 2. Januar 1977 |                     |       |                   | Eulachhalle, Winterthur Zuschauer: 1.200 |

Spiel um Platz 3
| 2. Januar 1977 | Pfadi Winterthur | 16:11 | TSV St. Otmar St. Gallen | Eulachhalle, Winterthur Zuschauer: 1.200 |
| 2. Januar 1977 | (9:5)            |       |                          | Eulachhalle, Winterthur Zuschauer: 1.200 |
| 2. Januar 1977 |                  |       |                          | Eulachhalle, Winterthur Zuschauer: 1.200 |

Finale
Das Finale zwischen den besten Mannschaften des Turniers war geprägt von teilweise brutaler Härte, die sich in acht Strafzeiten und insgesamt 17 Strafminuten niederschlug. Den Erfolg nach zweimal zehnminütiger Verlängerung verdankten die Karlsruher einer grösseren Ausgeglichenheit, der Fähigkeit zu schnellen Gegenstössen gegen die feldüberlegenen Jugoslawen, dem glänzend aufgelegten Torhüter Manfred Schulz und Demirović, dem Jugoslawen im deutschen Team, der zahlreiche unhaltbare Aufsetzertore erzielte.
| 2. Januar 1977 | TSV Rintheim | 16:13 n. V.    | RK Medveščak Zagreb      | Eulachhalle, Winterthur Zuschauer: 1.200 |
| 2. Januar 1977 |              | (5:7), (10:10) | meiste Tore: Miljak (10) | Eulachhalle, Winterthur Zuschauer: 1.200 |
| 2. Januar 1977 |              |                |                          | Eulachhalle, Winterthur Zuschauer: 1.200 |